# CTU
CTU ("Counter Terrorist Unit"), o "UAT" ("Unidad Antiterrorista") en las traducciones al español, es el nombre de una agencia ficticia estadounidense dedicada a la protección de la seguridad nacional frente a amenazas terroristas, que es presentada en la serie televisiva 24.

## Funciones
El rol de la UAT es análogo al de la CIA con la diferencia que la UAT es una organización con atribuciones y organización federal. Está asociada a otras entidades de seguridad doméstica como la NSA (Agencia de Seguridad Nacional) y el Departamento de Defensa de los Estados Unidos.
Cada temporada de la serie "24" presenta al protagonista (un antiguo agente de UAT de nombre Jack Bauer), en un supuesto día de su vida, el cual esta íntimamente relacionado con el trabajo antiterrorista de la UAT.

### Historia
La UAT es, acorde a los libros de "24 - Subcomittee Books", una rama de la CIA surgida tras el primer atentado terrorista del World Trade Center en el año 1993. A diferencia de otras agencias domésticas, tiene acceso a personal e instrumental militar y poderes de intervención en oficinas locales de policía.
Una mirada más cercana a la serie sugiere que la creación de la UAT responde a la reorganización de las tareas de seguridad doméstica en los Estados Unidos. Dejando esta tarea a la UAT como organismo federal mientras que la CIA y la NSA se convierten en asociaciones puramente civiles y militares, respectivamente.

### Organización
La UAT, se compone de una serie de centrales estatales, de los cuales surgen varias ramas o "unidades domésticas" repartidas por ciudad o distrito. En particular la serie se desarrolla en la ciudad estadounidense de Los Ángeles y por tanto presenta a la unidad de esta ciudad.
Cada unidad doméstica está organizada jerárquicamente con un Director ("Agente Especial" en la serie), y una serie de sub departamentos u oficinas locales como Operaciones de Campo, Comunicaciones, Inteligencia, etcétera. Cada una de estas oficinas tiene su propia planilla de personal, aunque para situaciones de mundo real todos operan como una misma jerarquía de agentes.
Al parecer, según muestran la segunda y tercera temporadas de "24", por encima de los directores locales hay al menos un Director Regional, apoyado igualmente por Agentes Especiales o un comité especial de División, un comité regulador de las agencias de seguridad que es presentado en el programa.

Tanto el Director Regional como los miembros de los comités de División responden directamente al Presidente de los Estados Unidos en ámbitos relacionados con la seguridad doméstica, y hay indicios que tanto ellos como los comités de Distrito responden directamente a los Gobernadores de cada estado.
Dos o más Unidades Locales de la UAT son agrupadas, ya sea por su cercanía geográfica o por su ubicación en cada estado, en "asociaciones" comúnmente llamadas "Distrito". (Particularmente en la tercera y cuarta temporadas).

## La UAT en "24"
La serie se enfoca principalmente en la Ciudad de Los Ángeles, por lo que la unidad de la UAT más vista y más trabajada es la de esa ciudad; es posible asumir, sin embargo, que cada una de las grandes ciudades de Estados Unidos tiene un departamento de la UAT local.
Localidades con unidades de UAT conocidas y citadas o mostradas explícitamente en la serie:
- UAT Los Ángeles (donde la mayor parte de la serie se lleva a cabo).
- UAT Austin (mencionada en la temporada 3 por Tony Almeida y Ryan Chappelle).
- UAT Nueva Orleans (mencionada y escuchada en la temporada 1).
- UAT Nueva York (mencionada en la temporada 3, agentes vistos en video y lugar principal de la temporada 8).
- UAT Seattle (mencionada en las temporadas 3 y 4, relacionada con Bill Buchanan).
- UAT San Diego (mencionada en la temporada 4 por Jack Bauer).
- UAT Washington D. C. (mencionada en 24: The Game).
- UAT San Francisco (mencionada en la temporada 3, agentes vistos en video, mencionada también en la temporada 5 por Shari Rosenberg)

### Día 1
La primera temporada muestra a la Unidad Doméstica de Los Ángeles a cargo del Director Richards Walsh, quien se encuentra en ese lugar como Director Administrativo; sin embargo Walsh es asesinado mientras trataba de entregar una pista al agente especial Jack Bauer, quien entonces toma el control de la UAT como Director Activo. 
Jack deberá lidiar con George Mason, un Agente Especial de División, y con el director Ryan Chappelle, también de División, y su comité. Más adelante durante la temporada el mando de la Unidad es cedido a George Mason.
Jack tiene como segunda al mando a Nina Myers, y como asistente del Departamento de Comunicaciones a Tony Almeida.

### Día 2
Con Jack fuera del servicio activo, el Agente Especial George Mason tiene el mandato de la Unidad Doméstica de Los Ángeles como director activo. En una redada, Mason queda expuesto a una cantidad de plutonio que es letal para el cuerpo humano, aunque sigue dirigiendo la UAT con un esfuerzo creciente. Finalmente, delega sus funciones en sus asistentes en inteligencia, particularmente Tony Almeida. Tony debe asumir el mandato inmediatamente, cuando las instalaciones de la UAT son bombardeadas, con gran pérdida de personal.

Mason, ya en fase terminal de su envenenamiento, debe sacrificarse para salvar a la ciudad, lo que deja a Tony Almeida como director activo. Al tratar de ayudar a Jack, Tony es despojado por el Director Regional Ryan Chappelle bajo directrices de la Casa Blanca. Solo al finalizar el día, puede Tony recuperar su puesto, esta vez como Director de la Unidad.
Mason tiene como segundo al mando a Tony Almeida, y como asistente en el Departamento de Comunicaciones a Michelle Dessler y Paula Schaffer.

Tony tiene como segunda al mando a Michelle Dessler, la cual en la temporada 3 ya es su esposa.

### Día 3
Tres años después, Tony es el Director de la Unidad Doméstica de Los Ángeles. Pero es herido gravemente en una redada y Michelle Dessler debe tomar su lugar como directora en funciones; sin embargo, ambos están casados, lo cual la incapacita al reaparecer Ryan Chappelle desde División. 

Cuando una peligrosa operación se pone en curso que involucra asuntos internacionales, Tony logra reinstaurarse como Director; pero al ser Chappelle asesinado y Michelle secuestrada, Tony traiciona a la UAT para ayudar a su esposa, y es depuesto por Jack Bauer. Este se autoproclama Director en funciones hasta el final del día, cuando el oficial de División Brad Hammond toma el control.
Tony tiene como segunda al mando a Michelle Dessler, como jefe del Departamento de Operaciones de Campo a Jack Bauer, y como asistentes a Chloe O'Brian y Darren Richards.

Jack tiene como asistente de Comunicaciones y de Operaciones de Campo a Chloe O'Brian.

Chappelle y Hammond operan con comités enviados de División.

### Día 4
Un tiempo después, aparece como Director (a) de la Oficina de Los Ángeles Erin Driscoll, quien despide a Jack por la adicción a la heroína después del día 3. Jack trabaja ahora como asistente del Secretario de Defensa. Durante el día, muere la hija de Erin. Ella entonces cede la dirección a Tony Almeida, quien acepta volver al servicio activo.

Más tarde, División envía a Michelle Dessler para que tome su lugar en lo que llega el nuevo Director. Ante una amenaza nuclear, aparece Bill Buchanan; Agente Especial enviado de División, como nuevo Director Local.
Erin tiene como asistente de Operaciones de Campo a Curtis Manning y como asistente de Comunicaciones a Chloe O'Brian y Edgar Stiles.

Tony y Michelle conservan a Curtis; pero Michelle, después de despedir a Sarah Gavin, llama a Chloe de vuelta al servicio activo cuando es expulsada por Erin al ayudar a Jack. Tony y Michelle responden directamente al Secretario de Defensa.

Bill tiene como asistentes a Jack y Curtis en Operaciones de Campo, a Tony y Michelle en Inteligencia; y a Chloe y Edgar en Comunicaciones. Bill responde directamente al Presidente de los Estados Unidos Charles Logan.

### Día 5
Bill Buchanan es el Director de la Oficina de Los Ángeles de la UAT al inicio del Día 5. Durante la crisis de gas nervioso, recibe apoyo en terreno de Jack Bauer, y es asistido -- y luego sustituido -- por el enviado de División Lynn McGill por orden presidencial.
Tras algunos problemas Buchanan vuelve a estar al mando, pero esto dura poco: la UAT es atacada por terroristas y producto de la merma de capacidad de la UAT, el vicepresidente Hal Gardner (a instancias del Presidente Logan) ordena la absorción de la UAT bajo Seguridad Nacional. Para este efecto la administradora y Agente Especial Karen Hayes es enviada con su propio personal a la UAT. Los miembros administrativos del staff anterior, incluyendo a Bill Buchanan, son depuestos.
Cuando las pistas de Jack Bauer demuestran ser valiosas, Karen decide conservar a Bill en forma extraoficial para seguir la pista de Bauer.
Bill Buchanan tiene a Curtis Manning como jefe en Operaciones de Campo y a Chloe O'Brian como jefe en Comunicaciones. Posteriormente acepta la reinstauración de Jack Bauer al servicio activo.

Karen tiene a su mando a Miles Papazian, encargado de la seguridad y de los protocolos activos; y a Shari Rosenberg, una analista de Defensa. Karen conserva por medio de un pacto a Audrey Raines como enlace con el Departamento de Defensa y a Chloe O'Brian como analista. Curtis Manning podría estar aún bajo su rol de Agente de Campo. Karen responde directamente al Vicepresidente de los Estados Unidos.

Todo indica que en cuanto acabe la amenaza la UAT será disuelta, pero poco a poco Karen Hayes va atando cabos y viendo que los que en realidad llevan razón son Bill y su equipo, por lo que los llama de nuevo para que colaboren con ella. Esto no es bien visto por Miles, que llama a Logan para ofrecerle sus servicios, destruyendo la única prueba que incrimina a este en la muerte de Palmer. La temporada termina con la detención de Logan gracias a la investigación de la UAT, por lo que su continuidad parece asegurada.

### Día 6
Para el Día 6, Bill sigue como Director Local de la UAT Los Ángeles, y tiene que lidiar con la situación de ataques terroristas en todo el territorio de los Estados Unidos. Al parecer, la UAT Los Ángeles ha sido dotada con un nivel de autorización para coordinar la respuesta de toda la Costa Oeste.
Bill tiene a su mando a Nadia Yassir, además de contar con Chloe O'Brian en Inteligencia, Milo Pressman en Protocolos, Curtis Manning en Operaciones de Campo. Dada la difícil situación nacional, Bill responde directamente ante el presidente de los Estados Unidos Wayne Palmer, hermano del fallecido expresidente de los Estados Unidos David Palmer.

### Día 7
Hacia el Día 7, la UAT ya no existe. Tras una campaña política que tomó todo un año, el Senado de los Estados Unidos decidió disolver a la Unidad debido a las flagrantes violaciones a la ley que ocurrieron a lo largo de los años (algunas de ellas por Jack Bauer), apoyado esto por el peso de sucesivas derrotas y eventos en Estados Unidos como la explosión de la bomba en Valencia durante el Día 6. Los agentes de la UAT fueron desahuciados y los servidores decomidionados mientras el Senado apuntaba a su siguiente objetivo en su campaña de microgestión: las PMC.
Debido a los hechos anteriores, Jack Bauer enfrenta cargos relacionados con la UAT y es llamado a responder ante el Senado.
Lamentablemente, una de las consecuencias de la eliminación de la UAT fue que el país quedó vulnerable en términos de inteligencia, situación que fue aprovechada por los militantes bajo el mando de Iké Dubaku para infiltrar casi toda la infraestructura del país, incluyendo el FBI y la Casa Blanca. Es en este marco de vulnerabilidad que los eventos del Día 7 toman lugar.
En los últimos episodios de este día, la UAT hace un regreso inesperado cuando una orden de la presidenta Allison Taylor logra poner los servidores en línea nuevamente en el FBI, con el fin de poder detener la amenaza biológica.

#### UAT "mini"
Previo a estos hechos, parte de los recursos de la UAT estaban siendo utilizados clandestinamente por lo que se podría haber llamado "UAT mini", un equipo de apenas tres agentes compuestos por Bill Buchanan, Chloe O'Brian y Tony Almeida (y posteriormente Jack Bauer) en sus esfuerzos por revelar la infiltración de las redes de inteligencia del gobierno.
Bill tiene a su mando de manera clandestina a Chloe O'Brian (operaciones) y Tony Almeida (agente infiltrado). Posteriormente se le unen Jack Bauer (operaciones), Renee Walker y Aaron Pierce.
Con los servidores de la UAT en línea estos quedan al mando del agente Larry Moss y posteriormente bajo control de Jack Bauer y Chloe O'Brian.

### Día 8
Para el Día 8, la UAT ha sido restablecida y renovada, con acceso a nuevas tecnologías y locales más seguros. La rama de Nueva York, donde la acción de la temporada toma lugar, es gestionada por Brian Hastings y tiene bajo su gestión a fuerzas de la Policía de Nueva York debido a las circunstancias del día. La UAT Nueva York, con la ayuda de Jack Bauer, cumple una función fundamental en la eliminación de una temprana alerta contra el presidente de la IRK, Omar Hassan y luego dedica sus esfuerzos a la recuperación de arsenal nuclear.
Durante la madrugada la UAT sufre un ataque con una bomba de pulso electromagnético que la deja incapacitada, habilitando así a los terroristas para su acceso a la ciudad con el arsenal nuclear en su poder. Parte de las funciones de la UAT es derivada a la NSA. La UAT vuelve a recuperarse justo a tiempo para iniciar una operación de rescate del Presidente Hassan quien ha sido secuestrado.
Hastings tiene a su mando a Dana Walsh, especialista de protocolos, Arlo Glass, especialista en comunicaciones, Cole Ortiz, Agente de Campo, y Chloe O'Brian, asistente especialista en protocolos. Posteriormente recibe apoyo de Jack Bauer, agente de la UAT retirado, y Renee Walker, agente de FBI retirada, así como de personal de la NSA. Dadas las circunstancias del día, Hastings responde directamente a Rob Weiss, jefe de personal de la Casa Blanca, y a la administración de seguridad de las Naciones Unidas.

## Personal

### Personal UAT Los Ángeles
- Directores Locales (Los Ángeles):
  - Jack Bauer (Agente Especial a Cargo, Director de Operaciones de Campo, entre otros).
  - Tony Almeida (Director, entre otros).
  - Erin Driscoll (Agente Especial a Cargo).
  - Bill Buchanan (Agente Especial a Cargo).
  - Brian Hastings (Agente Especial a Cargo).
- Para directores enviados, ir a la sección Agentes Enviados a la UAT.

- 'Operaciones de Campo:
  - Jack Bauer (Director, operativo táctico).
  - Tedd Hanlin (operativo / SWAT).
  - Tom Baker (operativo).
  - Steve Hendrix (operativo)
  - Chase Edmunds (operativo).
  - Ronnie Lobell (Director, operativo táctico).
  - Lee Castle (operativo).
  - Curtis Manning (Director, operativo táctico).
  - Callan (operativo táctico).
  - Cole Ortiz (Director de Operaciones de Campo)
  - Bennet (agente de campo).
  - Owen (agente de campo).

- Inteligencia:
  - Scott Baylor (cifrado, analista; temporada 1).
  - Tony Almeida (Director, operativo táctico).
  - Jamie Farrell (protocolos; temporada 1).
  - Nina Myers (protocolos).
  - Paula Schaffer (cifrado; temporada 2).
  - Chloe O'Brian (analista).
  - Kim Bauer (analista).
  - Sarah Gavin (analista; temporada 4).
  - Edgar Stiles (protocolos).
  - Nadia Yassir (inteligencia; temporada 6).
  - Morris O'Brian (protocolos; temporada 6).
  - Dana Walsh (analista; temporada 8).

- Comunicaciones:
  - Adam Kauffman (imaginería, protocolos; temporada 3).
  - Michelle Dessler (protocolos, sincronización)..
  - Gael Ortega (sincronización).
  - Chloe O'Brian (satélite e imaginería).
  - Arlo Glass (satélite y drones; temporada 8).

- Otros internos:
  - Dr. Paulson (médico).
  - Dr. Besson (médico).
  - Dr. Burkle (médico).
  - Dr. Sanford (médico).
  - Eric Richards (tortura).
  - Dr. Laura Hendricks (médico).

- Otros:
  - Milo Pressman (cifrado; temporada 1 y 6; contratista externo).
  - Marianne Taylor (inteligencia y protocolos, UAT L.A., temporada 4; en realidad un topo).
  - Harry (Seguridad, UAT L.A., temporada 5).
  - Christopher Henderson (Operaciones de Campo; depuesto antes de la Temporada 1).

### Otras UAT
Solo tres nombres han sido mencionados en la serie como agentes de otras localidades de la UAT: 
- Watson, de la UAT Nueva Orleans. Es un agente al que Jack contacta en la Temporada 1 para que le asista en la búsqueda del exagente de la NSA desaparecido, Robert Ellis. Solo su voz fue escuchada.
- Michelle Dessler como agente de División y enlace para  la UAT Seattle (temporada 4).
- Bill Buchanan como agente de División para la UAT Seattle (temporada 4).

### Agentes Enviados a la UAT
El siguiente es un listado cronológico de agentes que han sido enviados a trabajar a la UAT de Los Ángeles desde otras agencias (protocolo interagencia), o desde otras ramas de la UAT (División o Distrito), indicando además su rama de procedencia y cargo asignado.
- Richard Walsh, de División (Director Administrativo, Los Ángeles).
- George Mason, de División y/o Distrito (Director, L.A.).
- Alberta Green, de División (Directora, L.A.).
- Carrie Turner, de División (analista).
- Ryan Chappelle, de División (Director Regional, California).
- Yusuf Auda, de Inteligencia extranjera (Asistencia de Inteligencia).
- Brad Hammond, de División (Director, L.A.).
- Nicole Duncan, del Servicio Nacional de Salud (Asesora).
- Michelle Dessler, de División (Directora y Agente Especial, L.A.).
- Audrey Raines, del Departamento de Defensa (Asesora, Enlace).
- Spencer Wolff, de la Casa Blanca (comunicaciones; Asuntos Internos).
- Lynn McGill, de División y/o Distrito (Director, L.A.).
- Karen Hayes, de Seguridad Nacional (DHS) (Directora, California).
- Miles Papazian, de Seguridad Nacional (inteligencia).
- Valerie Harris, de Seguridad Nacional (comunicaciones)
- Jim Hill, de Seguridad Nacional.
- Shari Rosenberg, de División (comunicaciones).

## Otros detalles

### Logotipo y Sello Oficial
El logotipo de la UAT está hecho a partir del Gran Sello de Estados Unidos. Presenta un escudo central en color dorado con águila de cabeza blanca mirando hacia el Oeste del logotipo.

Sobre este icono se proyecta un círculo transparente, dividido en cuatro cuadrantes negro-blanco-negro-blanco desde el Norte en el sentido de las manecillas del reloj, y cada uno bordeado con un arco del color opuesto.

Alrededor del círculo aparece una banda en negro con las frases inscritas "COUNTER TERRORIST UNIT" (en letra grande) y "UNITED STATES OF AMERICA" (en letra más pequeña), de color blanco, separadas por dos estrellas a los extremos este y oeste.
En algunos vehículos como furgonetas y helicópteros el marco del sello y el fondo es azul marino en lugar de negro, pero no siempre.

### Vestimenta
Los agentes de campo de la UAT usualmente llevan chaquetas o chamarras de color azul marino, negro o café, con las iniciales "C T U" bordadas en amarillo o dorado en la espalda (con tipografía alta), en el lado exterior del brazo, y sobre las viseras o gorras.
También la unidad cuenta con vestimenta tipo SWAT de asalto especial táctico para misiones de mayor riesgo; la cual se compone de entre otras cosas de un casco PASGT, chaleco antibalas, gafas protectoras, equipo de comunicación por radio, un subfusil MP5 y las iniciales de la UAT en blanco en sus espaldas.

### Menciones
En la película Punisher, en el perfil de El Punisher se indica que su nombre es Frank Castle y que "solía ser un agente de la UAT". Es notorio que posterior a la salida de esta película, aparece en la UAT un agente de Operaciones de Campo de nombre Lee Castle.

### Ataques y fallas de seguridad
Un elemento recurrente en la serie es la relativa facilidad con la que topos (agentes encubiertos) han podido infiltrar la UAT e incluso trabajar como agentes en ella, para sus propios propósitos, llegando a altas posiciones en la agencia e incluso obteniendo credenciales superiores a su rango. Algunos agentes encubiertos incluyen:
- Jamey Farrell (temporada1): contratada por Ira Gaines para vigilar a Jack en la UAT. Detenida por Tony Almeida
- Nina Myers (temporada 1): contratada por una agencia desconocida para apoyar la venganza personal de Viktor Drazen. Detenida por Jack Bauer.
- Gael Ortega (temporada 3): un topo entregando información a los Hermanos Salazar; en realidad un doble agente apoyando la reinfiltración de Jack Bauer al cartel de la droga de los hermanos.
- Maryanne Taylor (temporada 4): infiltrada probablemente por Galaxy Financial para vigilar el conocimiento de la UAT sobre un activador nuclear remoto a disposición de unos terroristas. Detenida por Curtis Manning.
- Spencer Wolff (temporada 5): infiltrado por Asuntos Internos; en realidad (sin su conocimiento) infiltrado por Walt Cummings para vigilar la situación de Jack Bauer y la reacción a la toma de rehenes del Aeropuerto Ontario. Detenido por Bill Buchanan.
- Dana Walsh (temporada 8): infiltrada por un agente desconocido asociado a los terroristas de la República IRK, su misión era evitar la detección por parte de la UAT pero aparentemente nada más allá. Su pasado se esconde en misterio al revelarse que abandonó su anterior identidad.
- Jack Bauer, Tony Almeida y Audrey Raines han tenido que operar en algún momento de la serie como "topos", liberando información de la UAT y permitiendo acceso a personal detenido o a inteligencia desde el exterior. También Chloe O'Brian manda información a menudo a Jack sin consentimiento de sus superiores, en especial cuando Jack está siendo buscado para ser detenido.

Aparte de estos hechos, las edificaciones de la UAT han sido atacada en varias ocasiones:
1. (Segunda Temporada) Joseph Wald y su grupo antifederalista colocan bombas en el edificio de la UAT Los Ángeles. La explosión causa graves pérdidas en infraestructura y personal. Pese a este ataque la UAT pudo seguir siendo operativa por el resto del día.
2. (24: El Juego) El grupo de Madsen invade la UAT y toma el control de las instalaciones cuando Ryan Chappelle detona una EMP accidentalmente durante el interrogatorio de Joseph Sin-Wung.
3. (Tercera Temporada) Un gusano informático de Nina Myers incapacita los servidores de protección de la informaciń clasificada. Chloe O'Brian logra detener el ataque.
4. (Quinta Temporada) Un terrorista trabajando para Vladimir Bierko usa una tarjeta de acceso robada a Lynn McGill para entrar a la UAT y liberar gas nervioso en el interior. 40% del personal es eliminado, y el DHS es enviado a tomar control de la UAT.
5. (Sexta Temporada) Un grupo comando de terroristas chinos, bajo órdenes de Cheng Zhi, jefe de seguridad del consulado chino, ataca la UAT para rescatar a Josh Bauer, para luego entregarlo a cambio de una tarjeta de circuitos que obtuvieron de uno de los maletines nucleares que está reparando Phillip Bauer.
6. (Octava Temporada) Kayla, hija del Presidente de la República IRK, es rescatada y llevada a la UAT. Los terroristas habían previsto esta acción y plantado una bomba EMP en su vehículo la cual explota y deja a la UAT Nueva York completamente incapacitada por dos horas.